# Штакоровиця
45°14′ пн. ш. 15°46′ сх. д. / 45.23° пн. ш. 15.76° сх. д.
Штакоровиця (хорв. Štakorovica) — населений пункт у Хорватії, в Карловацькій жупанії у складі громади Войнич.

## Населення
Населення за даними перепису 2011 року становило 23 осіб.
Динаміка чисельності населення поселення: